# Тайдун
Тайдун (кит.: 台東市 / 臺東市) — місто в східній частині Тайваню, центр повіту Тайдун Китайської Республіки (Тайвань).

## Географія
Знаходиться на березі Тихого океану.

### Клімат
Місто знаходиться у зоні, котра характеризується морським кліматом. Найтепліший місяць — липень із середньою температурою 27.8 °C (82 °F). Найхолодніший місяць — січень, із середньою температурою 18.9 °С (66 °F).
| Клімат Тайдуна          | Клімат Тайдуна | Клімат Тайдуна | Клімат Тайдуна | Клімат Тайдуна | Клімат Тайдуна | Клімат Тайдуна | Клімат Тайдуна | Клімат Тайдуна | Клімат Тайдуна | Клімат Тайдуна | Клімат Тайдуна | Клімат Тайдуна | Клімат Тайдуна |
| Показник                | Січ.           | Лют.           | Бер.           | Квіт.          | Трав.          | Черв.          | Лип.           | Серп.          | Вер.           | Жовт.          | Лист.          | Груд.          | Рік            |
| Абсолютний максимум, °C | 32             | 30             | 35             | 36             | 35             | 37             | 37             | 36             | 35             | 31             | 31             | 28             | 37             |
| Середній максимум, °C   | 22             | 23             | 25             | 27             | 29             | 30             | 32             | 31             | 30             | 27             | 26             | 23             | 27             |
| Середня температура, °C | 18             | 19             | 21             | 23             | 25             | 26             | 27             | 27             | 26             | 24             | 22             | 19             | 23             |
| Середній мінімум, °C    | 15             | 15             | 17             | 19             | 21             | 22             | 23             | 23             | 22             | 21             | 18             | 16             | 20             |
| Абсолютний мінімум, °C  | 8              | 8              | 11             | 12             | 16             | 17             | 21             | 19             | 18             | 16             | 12             | 10             | 8              |
| Норма опадів, мм        | 20             | 20             | 20             | 70             | 130            | 250            | 160            | 290            | 310            | 120            | 130            | 50             | 1640           |
| Днів з дощем            | 2              | 3              | 3              | 4              | 7              | 8              | 4              | 8              | 8              | 5              | 3              | 3              | 63             |
| Вологість повітря, %    | 77             | 78             | 79             | 81             | 82             | 84             | 80             | 83             | 84             | 80             | 77             | 77             | 80             |
| ----------------------- | -------------- | -------------- | -------------- | -------------- | -------------- | -------------- | -------------- | -------------- | -------------- | -------------- | -------------- | -------------- | -------------- |
| Джерело: Weatherbase    |                |                |                |                |                |                |                |                |                |                |                |                |                |

## Історія
Місто був заселене китайцями наприкінці XIX століття.
Недалеко від міста знаходиться археологічна стоянка Чанбінь.

## Пам'ятки
- Храм Дракона і Фенікса (longfeng fogong)
- Даоський храм Тяньхоу (tianhou gong)
- Нічний базар

## Музеї
- Національний музей первісних культур Тайваню